# Queen Symphony
A Queen Symphony klasszikus zenei szimfónia, amelyet Tolga Kashif zeneszerző szerzett a Queen rockegyüttes dalaiból. A darab világpremierje 2002. november 6-án zajlott a londoni Royal Festival Hallban a Royal Filharmonikus Zenekar előadásában. A meghívottak között volt a Queen két egykori tagja, Brian May és Roger Taylor, valamint Freddie Mercury édesanyja, Jer Bulsara. Később Amerikában és Hollandiában is előadták a helyi zenekarok.
A felvétel 2002. november 4-én CD-n, 2003. március 3-án DVD jelent meg.

## Az album dalai
1. Adagio Misterioso - Allegro Con Brio - Maestoso - Misterioso - Allegro – 10:33
  - A Radio Ga Ga, The Show Must Go On, One Vision és I Was Born to Love You dalok feldolgozása
2. Allegretto - Allegro Scherzando - Tranquillo – 7:31
  - A Love of My Life, Another One Bites the Dust és Killer Queen dalok feldolgozása
3. Adagio – 7:13
  - A Who Wants to Live Forever és Save Me dalok feldolgozása
4. Allegro Vivo - Moderato Cantabile - Cadenza - A Tempo Primo – 9:48
  - A Bicycle Race és Save Me dalok feldolgozása
5. Andante Doloroso - Allegretto - Alla Marcia - Moderato Risoluto - Pastorale - Maestoso – 12:54
  - A Bohemian Rhapsody, We Will Rock You, We Are the Champions és Who Wants to Live Forever dalok feldolgozása
6. Andante Sostenuto – 9:07
  - A We Are the Champions, Bohemian Rhapsody és Who Wants to Live Forever dalok feldolgozása

## Közreműködők
- Átdolgozta: Tolga Kashif
- Hangszerelte: Julian Kershaw
- Előadja: Királyi Filharmonikus Zenekar, Rolf Wilson vezényletével
- Vokál: London Voices kórus, London Oratory School Schola kórus, Crouch End Festival Chorus (CD), Finchley Children's Music Group (DVD)